# 3914 Kotogahama
3914 Kotogahama је астероид главног астероидног појаса чија средња удаљеност од Сунца износи 3,012 астрономских јединица (АЈ).
Апсолутна магнитуда астероида је 11,5.